# Åsmyrtjärnen (Våmhus socken, Dalarna)
Åsmyrtjärnen är en sjö i Mora kommun i Dalarna och ingår i Dalälvens huvudavrinningsområde.